# The Valentines
The Valentines est un groupe de pop rock australien qui fut actif de 1966 à 1970, principalement réputé pour leurs chanteurs, Bon Scott, qui connut plus tard un grand succès avec AC/DC, et Vince Lovegrove, qui devint par la suite un célèbre journaliste musical et manager de Divinyls.

## Histoire
Le groupe fut formé fin 1966 par la fusion des groupes The Spektors et The Winstons, tous les deux venant de Perth, misant sur le succès des deux anciens groupes plus le fait d'avoir à leur tête les chanteurs Scott et Lovegrove. Inspirés par The Rolling Stones, The Beatles, et les vedettes locales The Easybeats, ils eurent un succès local considérable et réalisèrent quelques singles.
Fin 1967, The Valentines déménagea à Melbourne dans la recherche d'un plus grand succès et tournèrent peu de temps après dans d'autres grandes villes. Avec une évolution vers la musique Bubblegum populaire à la fin de l'année 1968, le groupe fut de plus en plus demandé, particulièrement par les adolescentes. 
Toutefois, comme la mode pour la musique bubblegum commençait à disparaître, The Valentines lutta pour conserver leur crédibilité musicale malgré l'ascension du rock. Avec des opinions divergentes au sein du groupe au sujet de leur direction musicale et des problèmes de drogue médiatisés en septembre 1969, la stabilité du groupe commença à être menacée. Bien qu'ils aient encore une solide base de fans dans certaines régions du pays, en particulier à Perth, The Valentines décidèrent de se séparer amicalement en août 1970.
Bon Scott s'était bâti une forte réputation de puissant chanteur et rejoignit peu de temps après Fraternity, et plus tard AC/DC. Lovegrove trouva le succès comme journaliste musical et le guitariste Wyn Milson devint ingénieur du son.

## Formation
- Bon Scott - chants (1966-1970)
- Vince Lovegrove (en) - chants (1966-1970)
- Wyn Milsom - guitare (1966-1970)
- Ted Ward - guitare (1967-69), basse (1969-70)
- Bruce Abbott - guitare basse (1966-1968)
- John Cooksey - guitare basse (1968-1969)
- Warwick Findlay - batterie (1966-1968)
- Doug Lavery - batterie (1968-1969)
- Paddy Beach - batterie (1969-1970)

## Discographie

### Singles
- Everyday I Have to Cry / I Can't Dance with You (Marriott, Lane) (mai 1967)
- She Said (Young) / To Know You Is to Love You (Spector) (août 1967)
- I Can Hear the Raindrops / Why Me? (février 1968)
- Peculiar Hole in the Sky (Vanda, Young) / Love Makes Sweet Music (Ayers) (août 1968)
- My Old Man's a Groovy Old Man (Vanda, Young) / Ebeneezer (février 1969)
- Nick Nack Paddy Whack / Getting Better (août 1969)
- Juliette (Scott) / Hoochie Coochie Billy (février 1970)

### EP
- The Valentines (1968)
- My Old Man's a Groovy Old Man (février 1969)

### Albums
Plusieurs albums et CD ont été réalisés compilant des chansons des Valentines.
- Seasons of Change 1968-72, LP, 1987, Raven Records
- The Early Years 1967-1972, CD, 1988, See For Miles Records
- The Early Years, CD, 1991, C5/See For Miles Records
- Bon Scott With the Spektors and the Valentines, CD, 1999, See For Miles Records, 18 titres (huit avec les Spektors, neuf avec les Valentines, plus une interview de Allan Mannings)[1].
- The Sound of the Valentines, CD, 2016, RPM Records
- 1967-1970, LP, 2020, Cherry Red Records (compilation de tous les singles réalisée à l'occasion du Record Stores Day 2020)